# Liste der Hauptdarsteller von Schloss Einstein
Diese Liste der Hauptdarsteller von Schloss Einstein enthält eine Übersicht über die Hauptrollen der Kinder- und Jugendserie Schloss Einstein.
Zu Beginn jedes Serienschuljahres in der Kinder- und Jugendserie Schloss Einstein wird eine neue Schülergeneration in die Serie eingeführt. Eine Ausnahme bilden das achte, vierzehnte und sechzehnte Serienschuljahr mit einzelnen Personen anstelle einer ganzen Klasse. Um die neue Erfurt-Besetzung besser etablieren zu können, wurde ferner darauf verzichtet, zu Beginn des elften Serienschuljahres (Folge 533) neue Schüler-Figuren einzuführen. Ältere Darsteller scheiden nach und nach aus. Vereinzelt wird Schloss Einstein von Externen besucht – also von Schülern, die dort zwar zur Schule gehen, jedoch nicht im Internat selbst wohnen.
Im Laufe der Jahre hatten einige der bereits ausgestiegenen Darsteller Gastauftritte, wobei sie wieder ihre alten Rollen verkörperten. Gleich mehrere Darsteller waren erneut in Folge 202 (Ausstrahlung: 20. Juli 2002), Folge 336 (Ausstrahlung: 12. Februar 2005), Folge 451 (Ausstrahlung: 12. Mai 2007), in Folge 600 (Ausstrahlung: 17. April 2010). sowie während der 24. Staffel (im Vorfeld der 1.000. Folge) zu sehen. Außerdem traten im Lauf der 20. Staffel insgesamt sieben ehemalige Hauptdarsteller in Gastrollen auf, verkörperten dabei aber nicht ihre ehemaligen Hauptrollen.
Aktive Darsteller sind fett dargestellt.

## Seelitz – Jungdarsteller
Sortiert nach der Reihenfolge des Einstiegs.

### Erste Schülergeneration
| Schauspieler      | Rollenname                              | Folgen | Jahre     | Bemerkungen |
| ----------------- | --------------------------------------- | ------ | --------- | --- |
| Geertje Boeden    | Antje van Rheeden                       | 1–128  | 1998–2001 | Tochter einer Bauernfamilie; Mitbewohnerin von Andrea; wechselt wegen mangelnder Schulleistungen auf eine Realschule Gastauftritt: Folge 451 (2007) spielt in Folge 887 (2017) eine Gastrolle als Diebin in der Realität Tochter von Herbert Köfer (Robert Vogel) und Schwester von Mirjam Köfer (Frau Richter)                                                                                           |
| Paula Birnbaum    | Iris Kleintann                          | 1–128  | 1998–2001 | Mitbewohnerin von Nadine und Katharina, dann Nadine, zwischenzeitlich von Nadine und Josephine Gastauftritt: Folge 451 (2007) |
| Jana Müller       | Ira Müller                              | 1–117  | 1998–2000 | Nichte von Helga und Max Laditz; Mitbewohnerin von Kim; Gründungsmitglied von „Alberts Enkel“ tragende Rolle erst ab Folge 32 |
| Kumaran Ganeshan  | Budhi Dondra                            | 1–130  | 1998–2001 | Mitbewohner von Marc und Pascal; Schülerpate von Sebastian; Gründungsmitglied von „Alberts Enkel“ und „Kurz & Kleinstein“; Freund von Katharina; Ex-Affäre von Sonja und Josephine; wechselt auf ein Musikkonservatorium in Frankfurt am Main; Studiert Medizin Gastauftritte: Folgen 202 (2002), 204–206 (2002), 450–451 (2007)                                                                          |
| Georg Malcovati   | Marc Börner                             | 1–109  | 1998–2000 | Sohn von Marcel Börner, Bruder von Katharina; Mitbewohner von Budhi und Pascal; hat einen Herzfehler; wechselt aus gesundheitlichen Gründen auf ein Internat in Sankt Peter-Ording schrieb das Drehbuch zu Folge 986 (2021) |
| Florens Schmidt   | Oliver Schuster                         | 1–130  | 1998–2001 | Sohn von Cordula und Martin Schuster; Externer (wohnt in Seelitz, während einer Ehe-Krise seiner Eltern vorübergehend im Internat); Schülerpate von Franz; Ex-Freund von Nadine; absolviert ein Austauschjahr in Ägypten und zieht später zu seiner Mutter nach Lübeck; Freund von Tine Gastauftritte: Folgen 325–326 (2004), 451 (2007) spielt in Folge 876 (2017) eine Gastrolle als Hotel-Rezeptionist |
| Juliane Brummund  | Nadine Steiner, adopt., geb. Langhammer | 1–157  | 1998–2001 | Adoptivtochter von Irmgard und Gerd Steiner, leibliche Tochter von Johanna Langhammer; Mitbewohnerin von Iris und Katharina, dann Iris, zwischenzeitlich von Iris und Josephine, zuletzt alleine; Schülerpatin von Philip und Thekla; Ex-Freundin von Oliver Gastauftritte: Folgen 202 (2002), 451 (2007)                                                                                                 |
| Katrin Blume      | Alexandra Wilde                         | 1–194  | 1998–2002 | Schülerpatin von Elisabeth und Paula; Verantwortliche für das Labor; Gründungsmitglied von „Alberts Enkel“; Freundin von Atze keine tragende Rolle mehr ab Folge 171 Gastauftritte: Folgen 202 (2002), 256 (2003), 336 (2005) |
| Philip Baumgarten | Tom Kühne                               | 1–76   | 1998–2000 | Mitbewohner von David; bleibt nach einer Reise zu einem Space Camp in Cape Canaveral bei seinen Eltern in den USA |
| Anja Stadlober    | Vera Seiffert                           | 2–140  | 1998–2001 | Tochter von Sibylle Seiffert und Holger Windscheidt; Halbschwester von Bettina Windscheidt; Externe (wohnt in Potsdam); Chefredakteurin von „Kurz & Kleinstein“; zieht zu ihrem Vater nach Norddeutschland Gastauftritt: Folge 202 (2002) |
| Laura Laß         | Katharina Börner                        | 2–76   | 1998–2000 | Tochter von Marcel Börner, Schwester von Marc; Mitbewohnerin von Iris und Nadine; Freundin von Budhi; zieht nach Düsseldorf, um als Model zu arbeiten Gastauftritte: Folgen 127–128 (2001), 306–324 (2004) als Praktikantin zur Erzieherin, 450–451 (2007); in der Realität Schwester von Nina Laß (Silke)                                                                                                |
| Michael Behm      | Pascal Merten                           | 29–57  | 1999      | Sohn von Lou Merten und Dr. Emanuel Stollberg (gibt sich zunächst als Paul Meier aus); Mitbewohner von Budhi und Marc; Gründungsmitglied von „Alberts Enkel“; geht zurück zu seiner Mutter und besucht in New York ein Jazzgitarrenseminar |

### Zweite Schülergeneration
| Schauspieler           | Rollenname                         | Folgen | Jahre     | Bemerkungen |
| ---------------------- | ---------------------------------- | ------ | --------- | --- |
| Franziska Stürmer      | Monika Freising                    | 5–222  | 1998–2002 | Verantwortliche für das Labor; tragende Rolle erst ab Folge 73 |
| Mandy-Marie Mahrenholz | Laura Marwege                      | 49–376 | 1999–2005 | Mitbewohnerin von Kim und Elisabeth, dann Kim, Elisabeth und Josephine, später nur Kim, zuletzt alleine; Gründungsmitglied von „Kurz & Kleinstein“ tragende Rolle von Folge 77–284 spielt in den Folgen 878 und 883–884 (2017) eine Gastrolle (Sprechrolle in Folge 884) als Sheryl Richards (Model-Agentin) |
| Julia Popke            | Kim Riemann                        | 69–232 | 1999–2003 | Mitbewohnerin von Ira, dann Laura und Elisabeth, später Laura, Elisabeth und Josephine, zuletzt nur Laura; geht auf eine Tanzschule Gastauftritt: Folge 354 (2005) in der Realität Schwester von Sofie Popke (Charlotte Hauke)                                                                               |
| Christoph Kozik        | Franz Bartel                       | 76–232 | 2000–2003 | Waisenkind (seine Eltern starben bei einem Autounfall), lebte bei seinen Großeltern; Mitbewohner von Sebastian; Patenkind von Oliver; Schülerpate von Josh; Freund von Josephine; wechselt auf ein Sportinternat spielt in Folge 884 (2017) eine Gastrolle als Polizist                                      |
| Marcus Wengler         | Sebastian Goder                    | 77–271 | 2000–2003 | Mitbewohner von Franz; Patenkind von Budhi; Schülerpate von Manuela; Freund von Elisabeth keine tragende Rolle mehr ab Folge 233 |
| Marie-Luisa Kunst      | Elisabeth Prinzessin von Hohenfels | 77–232 | 2000–2003 | Mitbewohnerin von Laura und Kim, dann Josephine, Laura und Kim, später nur Josephine; Patenkind von Alexandra; Freundin von Sebastian; leidet an Zuckerkrankheit; geht nach Afrika, um in der Entwicklungshilfe tätig zu sein Gastauftritt: Folgen 335–336 (2005)                                            |
| Sarah Blaßkiewitz      | Josephine Langmann                 | 77–232 | 2000–2003 | Mitbewohnerin von Nadine und Iris, dann Elisabeth, Laura und Kim, später nur Elisabeth; Schülerpatin von Hendrik und Sylvia; Freundin von Franz; Ex-Affäre von Budhi tragende Rolle erst ab Folge 101, dann auch Internatsschülerin Gastauftritt: Folgen 335–336 (2005)                                      |
| Christoph Förster      | Philip Schwehrs                    | 83–180 | 2000–2002 | Externer (wohnt bei seinem Vater); Patenkind von Nadine; Schülerpate und Ex-Freund von Anna; erster Schulsprecher; geht auf ein Eliteinternat für Mathematik in Bonn Gastauftritte: Folgen 256 (2003), 284 (2004), 335–336 (2005), 346–347 (2005), 451 (2007)                                                |

### Dritte Schülergeneration
| Schauspieler     | Rollenname             | Folgen  | Jahre     | Bemerkungen |
| ---------------- | ---------------------- | ------- | --------- | --- |
| Anina Abt-Stein  | Louisa Ellwang         | 85–226  | 2000–2003 | Mitbewohnerin von Anna tragende Rolle erst ab Folge 117 |
| Maximilian Oelze | Johannes Bodenstein    | 117–281 | 2000–2004 | Sohn von Barbara und Rainer Bodenstein, Zwillingsbruder von Kevin; Externer; zweiter Schulsprecher; Gründungsmitglied der „Animal Angels“; zieht später nach der Versöhnung seiner Eltern mit seiner Mutter und Kevin nach Kiel zu seinem Vater keine tragende Rolle mehr ab Folge 233 |
| Martin Krahn     | Max Richter            | 121–284 | 2000–2004 | Mitbewohner von Hendrik, zwischenzeitlich von Hendrik und Paul; Schülerpate von Charlie |
| Lisa Schumme     | Thekla Singer          | 123–295 | 2001–2004 | Mitbewohnerin von Anna und Paula; Patenkind von Nadine; Schülerpatin von Leon |
| Josefine Preuß   | Anna Reichenbach       | 129–293 | 2001–2004 | Tochter von Claudia Reichenbach und Richard Hofmeister, Halbschwester von Joana, später Stieftochter von Dr. Michael Schatz und damit Stiefschwester von Doro; Mitbewohnerin von Paula und Thekla, Louisa und später von Doro; Patenkind von Philip; Schülerpatin von Tobias; Ex-Freundin von Philip und Wolf; nimmt mit Doro an einem Schüleraustausch in die Vereinigten Staaten teil und wohnt bei ihrem Vater in New York (zu sehen in den Folgen 287–293) Gastauftritt: Folgen 388–392 (2006) |
| Christian Karn   | Hendrik Wernicke       | 129–284 | 2001–2004 | Mitbewohner von Max, zwischenzeitlich von Max und Paul; Patenkind von Josephine; Schülerpate von Tessa; Gründungsmitglied von „Radio Einstein“ |
| Jerusha Kloke    | Paula Krüger           | 129–284 | 2001–2004 | Halbschwester von Paul; Mitbewohnerin von Anna und Thekla; Patenkind von Alexandra; Schülerpatin von Sven; Verantwortliche für das Labor; Gründungsmitglied der „Animal Angels“ |
| Romina Weber     | Dorothee „Doro“ Schatz | 143–293 | 2001–2004 | Mitbewohnerin von Anna und Louisa; Tochter von Dr. Michael Schatz, später Stieftochter von Claudia Reichenbach und damit Stiefschwester von Anna; zunächst Externe, ab Folge 209 Internatsschülerin; Schülerpatin von Franziska; Gründungsmitglied der „Animal Angels“ und von „Radio Einstein“; nimmt mit Anna an einem Schüleraustausch in die Vereinigten Staaten teil und wohnt mit ihr bei deren Vater in New York                                                                            |

### Vierte Schülergeneration
| Schauspieler    | Rollenname                 | Folgen  | Jahre     | Bemerkungen |
| --------------- | -------------------------- | ------- | --------- | --- |
| Kristin Bohm    | Sylvia Ziethen             | 170–327 | 2001–2004 | Schwester von Michael; Patenkind von Josephine; Schülerpatin von Tinka                                                                                                  |
| Paula Schramm   | Emely Busch                | 171–384 | 2001–2006 | Mitbewohnerin von Manuela und Anne-Claire, dann nur Anne-Claire; Schülerpatin von Annika; Freundin von Romeo keine tragende Rolle mehr ab Folge 337                     |
| Dennis Habedank | Benjamin Lewin             | 171–334 | 2001–2005 | Mitbewohner von Romeo, dann alleine; Schülerpate von Felix |
| Natascha Born   | Anne-Claire „A.C.“ Clemens | 175–348 | 2002–2005 | Mitbewohnerin von Emely und Manuela, dann nur Emely; Schülerpatin von Sue Gastauftritt: Folge 388 (2006) in der Realität Cousine von Maximilian von Wedel (Robin Nowak) |
| Adrien Löffler  | Romeo Gürtler              | 179–284 | 2002–2004 | Mitbewohner von Benjamin; Freund von Emely; geht auf eine Schule für Zauberei                                                                                           |
| Max Fritzsching | Joshua „Josh“ Friedlein    | 180–284 | 2002–2004 | Patenkind von Franz |
| Emely Neubert   | Manuela „Manu“ Vogt        | 181–334 | 2002–2005 | Mitbewohnerin von Emely und Anne-Claire; Patenkind von Sebastian; Schülerpatin von Emma; Freundin von Gabriel                                                           |

### Fünfte Schülergeneration
| Schauspieler        | Rollenname                | Folgen  | Jahre     | Bemerkungen |
| ------------------- | ------------------------- | ------- | --------- | --- |
| Ronja Prinz         | Tessa Rindfleisch         | 221–428 | 2002–2006 | Mitbewohnerin von Franziska, dann von Joana und Charlie, später nur Charlie; Patenkind von Hendrik; Schülerpatin von Konny; Freundin von Valentin; Ex-Freundin von Leon; geht nach Hamburg auf eine Schule mit Schwerpunkt Literatur, nachdem sie ein Stipendium gewonnen hat Sprecherin von Vorschau (nächste Folge) und Rückblick (vorige Episode) in den Folgen 337–424 |
| Daniel Wachowiak    | Leonard „Leon“ Diefenbach | 221–384 | 2002–2006 | Mitbewohner von Sven, Dennis und Tobias; Patenkind von Thekla; Ex-Freund von Tessa |
| Philipp Scheffler   | Tobias Klinger            | 222–376 | 2002–2005 | Mitbewohner von Sven, Dennis und Leon; Patenkind von Anna |
| Sofie Popke         | Charlotte „Charlie“ Hauke | 227–428 | 2003–2006 | wohnt erst alleine, dann zusammen mit Tessa und Joana, später nur mit Tessa; Patenkind von Max; Schülerpatin von Marie-Sophie in der Realität Schwester von Julia Popke (Kim Riemann) |
| Philipp Gerstner    | Sven Koslowski            | 227–436 | 2003–2007 | Sohn von Katrin Koslowski; Mitbewohner von Dennis, Tobias und Leon; Patenkind von Paula |
| Anne-Sophie Strauss | Franziska „Franzi“ Bauer  | 230–392 | 2003–2006 | Tochter von Ursula und Henry Bauer, Schwester von Jannis; Mitbewohnerin von Tessa (ab Folge 285 Externe); Patenkind von Doro; Schülerpatin von Lukas; Freundin von Joe; verlässt die Schule |
| Raphael D’Souza     | Dennis Nakeba             | 232–428 | 2003–2006 | Sohn von Alida Nakeba; Mitbewohner von Sven, Tobias und Leon; Schülerpate von Chui; Freund von Tinka |

### Sechste Schülergeneration
| Schauspieler            | Rollenname            | Folgen  | Jahre     | Bemerkungen |
| ----------------------- | --------------------- | ------- | --------- | --- |
| Marcus Diller           | Jan Winter            | 281–392 | 2004–2006 | Mitbewohner von Felix, zwischenzeitlich von Felix und Valentin; wechselt wegen mangelnder Schulleistungen zurück auf die Realschule |
| Cynthia Micas           | Joana Hofmeister      | 285–392 | 2004–2006 | Tochter von Richard Hofmeister, Halbschwester von Anna; Austauschschülerin aus den Vereinigten Staaten; Mitbewohnerin von Tessa und Charlie; Schülerpatin von Billi; Gründungsmitglied der „Fourtunes“; Freundin von Jaro; geht nach zwei Schuljahren zurück in die USA                                                                    |
| Katharina Wien          | Susann „Sue“ Birnbaum | 285–480 | 2004–2007 | Mitbewohnerin von Tinka, dann Emma, später Annika; Patenkind von Anne-Claire; Freundin von René; Ex-Freundin von David und Thomas; Ex-Affäre von Lars |
| Friederike Anna Schäfer | Emma Schumacher       | 286–427 | 2004–2006 | Mitbewohnerin von Annika, dann Sue; Patenkind von Manuela |
| Anna Majtkowski         | Tinka Teubner         | 286–422 | 2004–2006 | Mitbewohnerin von Sue, dann Annika; Freundin von Dennis; geht mit ihrer Mutter nach Wiesbaden, die einen Job beim BKA angeboten bekommen hat |
| Shalin-Tanita Rogall    | Annika Schubert       | 286–480 | 2004–2007 | Tochter von Gabriele und Oskar Schubert, Halbschwester von Valentin; Mitbewohnerin von Emma, dann Tinka, später Sue; Patenkind von Emely; Ex-Freundin von Valentin, bis beide erfuhren, dass sie verwandt sind, erkrankte an Lymphknotenkrebs Sprecherin von Vorschau (nächste Folge) und Rückblick (vorige Episode) in den Folgen 425–480 |
| Lucas Scupin            | Felix Kindermann      | 286–428 | 2004–2006 | Mitbewohner von Jan, zwischenzeitlich von Jan und Valentin, später alleine; Patenkind von Benjamin; bekam ein Stipendium für eine Erfinderschule in Tokio |
| Felix Rehn              | Kai Steffens          | 286–480 | 2004–2007 | wohnt zunächst alleine, dann zusammen mit Valentin, später mit Moritz |
| Lieven Wölk             | Valentin Schlösser    | 309–428 | 2004–2006 | Sohn von Irene Schlösser und Oskar Schubert, Halbbruder von Annika; wohnt zunächst alleine, dann zusammen mit Jan und Felix, später mit Kai, zuletzt alleine; Freund von Tessa, Ex-Freund von Wilma, Annika, bis beide erfuhren, dass sie verwandt sind; geht nach Hamburg auf eine Kunstschule                                            |

### Siebte Schülergeneration
| Schauspieler          | Rollenname                               | Folgen  | Jahre     | Bemerkungen |
| --------------------- | ---------------------------------------- | ------- | --------- | --- |
| Franziska Gembalowski | Margareta „Maggi“ Artig                  | 332–428 | 2005–2006 | Mitbewohnerin von Sophie und Billi, dann Verena und Billi; zieht zu ihren aus Indien zurückgekehrten Eltern |
| Tobias Weihe          | Moritz Stein                             | 337–478 | 2005–2007 | Mitbewohner von Lukas, dann Kai; Schülerpate von Eugen |
| Paul Niemann          | Lukas Düber                              | 337–457 | 2005–2007 | Mitbewohner von Moritz, dann Chui; Patenkind von Franziska; Chefredakteur von „Kurz & Kleinstein“; Ex-Freund von Billi und Verena; verlässt Schloss Einstein aus privaten Gründen |
| Katja Großkinsky      | Verena Krug                              | 337–480 | 2005–2007 | Mitbewohnerin von Konny, dann Billi und Maggi, später nur Billi; dritte Schulsprecherin; Ex-Freundin von Lukas |
| Sandrina Zander       | Marie-Sophie „Sophie“ Müller-Kellinghaus | 337–460 | 2005–2007 | Tochter von Lydia Müller-Kellinghaus; Mitbewohnerin von Billi und Maggi, dann Konny, zwischendurch alleine; Schülerpatin von Vanessa; Patenkind von Charlie; Freundin von Anton; erhält ein Stipendium für ein Musikkonservatorium in Zürich, um Jazzpiano zu studieren Gastauftritt: Folge 480 (2007) |
| Max von Hören         | Jonas von Lettow                         | 337–387 | 2005–2006 | wohnt zunächst alleine, dann zusammen mit Armin; begibt sich auf Grund einer halbseitigen Lähmung nach einem Unfall (verursacht durch Armin von der Heyde) in eine Klinik und verlässt damit das Internat, wird wieder ganz gesund                                                                     |
| Jojo Schöning         | Chu-Yong „Chui“ Wang                     | 337–480 | 2005–2007 | wohnt erst alleine, dann zusammen mit Lukas, später mit Anton; Patenkind von Dennis |
| Joanna Eichhorn       | Biliana „Billi“ Reiche                   | 337–480 | 2005–2007 | Mitbewohnerin von Sophie und Maggi, dann Verena und Maggi, später nur Verena; Patenkind von Joana; Ex-Freundin von Lukas |
| Laura Stahnke         | Konstanze „Konny“ Winkler                | 337–480 | 2005–2007 | Mitbewohnerin von Verena, dann Sophie, dann Wendy; Patenkind von Tessa; Schülerpatin von Anton und Marleen; Ex-Freundin von Anton und René |
| Zeno Gries            | Armin von der Heyde                      | 361–387 | 2005–2006 | Mitbewohner von Jonas; muss wegen Brandstiftung in drei Fällen die Schule verlassen |

### Achte Schülergeneration
| Schauspieler   | Rollenname   | Folgen  | Jahre     | Bemerkungen |
| -------------- | ------------ | ------- | --------- | --- |
| Patrick Baehr  | Anton Mahnke | 393–480 | 2006–2007 | Sohn von Cornelia Mahnke, Pflegesohn von Kleopatra Klawitter; zunächst Externer, ab Folge 457 Mitbewohner von Chui; Patenkind von Konny; Schülerpate von Alex; Freund von Sophie; Ex-Freund von Konny |
| Antoine Brison | René Dupont  | 408–480 | 2006–2007 | Austauschschüler aus Frankreich; Freund von Sue; Ex-Freund von Konny |

### Neunte Schülergeneration
| Schauspieler         | Rollenname                | Folgen  | Jahre     | Bemerkungen |
| -------------------- | ------------------------- | ------- | --------- | --- |
| Vivienne Puttins     | Vanessa Turner            | 427–480 | 2006–2007 | Patenkind von Marie-Sophie, Mitbewohnerin von Saira und Lilly; verlässt Schloss Einstein, da die Schule nicht „ihrem Niveau“ entspricht |
| Kevin Köppe          | Alexander „Alex“ Kirchner | 428–480 | 2006–2007 | Freund von Vanessa Sohn von Susann Kirchner; Mitbewohner von Eugen; Patenkind von Anton                                                 |
| Zoe Luck             | Lilly Liebermann          | 429–480 | 2006–2007 | Schwester von Flo; Mitbewohnerin von Saira und Vanessa in der Realität Zwillingsschwester von Fee Luck (Nele Arnold)                    |
| Josepha Niebelschütz | Saira Sieger              | 429–480 | 2006–2007 | Tochter von Bernhard Sieger; indische Prinzessin; Mitbewohnerin von Lilly und Vanessa                                                   |
| Dorian Brunz         | Eugen Weise               | 429–480 | 2006–2007 | Mitbewohner von Alex; Patenkind von Moritz; Freund von Rosi                                                                             |
| Antonia Münchow      | Marleen Schulte           | 429–480 | 2006–2007 | Patenkind von Konny |
| Garry Fischmann      | Ben Kubanka               | 448–480 | 2007      | kommt aus Kasachstan |

## Erfurt – Jungdarsteller
Sortiert nach der Reihenfolge des Einstiegs.

### Zehnte Schülergeneration
| Schauspieler      | Rollenname                                  | Folgen          | Jahre     | Bemerkungen |
| ----------------- | ------------------------------------------- | --------------- | --------- | --- |
| Jana Röhlinger    | Mia Bussmann                                | 481–579         | 2008–2009 | Tochter von Stefanie und Georg Bussmann, Schwester von Karla und Max; Mitbewohnerin von Julia; Klassensprecherin Schulsprecherin (Folge 533–579); Mitglied der „One Stones“; Freundin von Alex; Ex-Freundin von Mounir; zieht mit ihren Geschwistern zu ihren Eltern nach London Gastauftritt: Folge 600 (2010) in der Realität Schwester von Anica Röhlinger (Sophie Mai)                                    |
| Ronja Peters      | Karla Bussmann                              | 481–580         | 2008–2009 | Tochter von Stefanie und Georg Bussmann, Schwester von Mia und Max; Mitbewohnerin von Marie Luise und Coco; Freundin von Freddy; Ex-Freundin von Marie Luise; zieht mit ihren Geschwistern zu ihren Eltern nach London Gastauftritt: Folge 600 (2010) |
| David Röder       | Max Bussmann                                | 481–580         | 2008–2009 | Sohn von Stefanie und Georg Bussmann, Bruder von Karla und Mia; Mitbewohner von Hannes und Manuel; Freund von Julia; zieht mit seinen Schwestern zu seinen Eltern nach London, und später (nach Folge 600) mit seinen Eltern nach Berlin Gastauftritt: Folge 600 (2010) |
| Gustav Grabolle   | Hannes Borchers                             | 481–608         | 2008–2010 | Mitbewohner von Manuel und Max, dann Bruno und Phillip; zieht mit seinen Eltern nach München |
| Esther Kraft      | Marie Luise Krüger                          | 481–584         | 2008–2009 | Mitbewohnerin von Karla und Coco; Ex-Freundin von Karla; zieht zu ihren Eltern nach New Jersey Gastauftritt: Folge 600 (2010) |
| Anna Steinhardt   | Paulina Pasulke                             | 481–530 543–584 | 2008 2009 | Tochter von Martina Pasulke, Nichte von Heinz Pasulke (wohnt während ihrer Schulzeit bei ihm); Mitglied der „One Stones“; Freundin von Lucky; Mutter von Heinz Sirius; zieht mit Lucky nach Borkum zu ihrer Mutter, als ihr Sohn an Asthma erkrankt Gastauftritte: Folgen 600 (2010), 688 (Silvester-Special 2011), 1023–1024 (2022) spielte in „Schloss Einstein & Die Pfefferkörner – Auf Gangsterjagd“ mit |
| Wassilij Eichler  | Mounir Farsad                               | 481–616         | 2008–2010 | Sohn von Arvid Farsad, Bruder von Layla; Mitbewohner von Ole, zwischenzeitlich alleine (bis Folge 543), dann Lucky, später Phillip, zuletzt Manuel; Ex-Freund von Mia und Emma; geht zur Bundeswehr Gastauftritt: Folge 623 (2010) spielt in Folge 891 (2017) eine Gastrolle als Tilo (Aufnahmeleiter) |
| Florian Wünsche   | Manuel Siewert                              | 481–636         | 2008–2010 | Mitbewohner von Hannes und Max, dann Mounir; Mitglied der „One Stones“; Verlobter von Layla; Ex-Freund von Coco; Ex-Affäre von Nele; zieht mit Layla und Arvid nach München, um in dessen Hotel eine Ausbildung zu absolvieren |
| Luisa Liebtrau    | Corinna „Coco“ Schmidt                      | 481–688         | 2008–2011 | Mitbewohnerin von Karla und Marie Luise, dann Emma und Magda, später Magda und Mary, zuletzt nur Mary; Ex-Freundin von Manuel, Phillip und Tony; macht eine Ausbildung zur Designerin an einer Modeakademie in Erfurt Gastauftritt: Folge 700 (2012) |
| Sabrina Wollweber | Felicitas „Feli“ „Fe“ Ferber                | 481–740         | 2008–2012 | Tochter von Marianne Ferber, Halbschwester von Julius; Mitbewohnerin von Vivien, dann Tatjana, später Liz, zuletzt Ronja; Freundin von Bruno; Ex-Freundin von Berti; absolviert gemeinsam mit Bruno, Ronja und Tamas ein Austauschjahr in Bulgarien |
| Sina Radtke       | Julia Schnabel                              | 481–583         | 2008–2009 | Waisenkind; Halbschwester von Aaron; Mitbewohnerin von Mia, dann Ronja; Freundin von Max; zieht mit ihrem Halbbruder und Frau Dr. Blume (Vormund) nach Frankfurt am Main, als das Pflegeheim, in dem Aaron lebt, geschlossen werden muss |
| Constantin Hühn   | Ole Weiland                                 | 481–533         | 2008–2009 | Sohn von Dr. Maurice Weiland; Mitbewohner von Mounir; muss wegen Drogendealens und Brandstiftung in die Jugendarrestanstalt |
| Hendrik Annel     | Fabian „Stasi“ Stass                        | 481–579         | 2008–2009 | Sohn von Dr. Richard Stass; Mitbewohner von Bruno; Ex-Freund von Milena; wechselt auf das englische Elite-College „Camdonia“, für das er ein Stipendium erhalten hat |
| Ferdinand Dölz    | Bruno Schneider, adopt., geb. Schaarschmidt | 481–740         | 2008–2012 | wuchs bei Adoptiveltern auf, leiblicher Sohn von Katharina Schaarschmidt; Mitbewohner von Fabian, dann Hannes und Phillip, später nur Phillip, zuletzt Phillip und Elias; Freund von Feli; Ex-Freund von Lara und Jo; absolviert gemeinsam mit Feli, Ronja und Tamas ein Austauschjahr in Bulgarien |
| Liesa Schrinner   | Vivien „Vivi“ Morante                       | 481–636         | 2008–2010 | Tochter von Stefanie Morante; „Stiefschwester“ von Nino und Marco; Mitbewohnerin von Feli, dann Ronja; Verlobte von Tom; zieht zu ihrer Mutter nach New York, um in Toms Nähe sein zu können Gastauftritt: Folge 671 (2011) |
| Julia Nürnberger  | Milena Ibrahimovic                          | 482–636         | 2008–2010 | Flüchtlingskind aus Bosnien; Externe; Ex-Freundin von Fabian |
| Max Reschke       | Tim Seidler                                 | 484–579         | 2008–2009 | Externer; verlässt Schloss Einstein mangels finanzieller Mittel zur Aufbringung des Schulgeldes Gastauftritt: Folge 600 (2010) |
| Nini Tsiklauri    | Layla Farsad                                | 488–636         | 2008–2010 | Mitglied von One Stones, Tochter von Arvid Farsad, Schwester von Mounir; Externe; leidet an MS; Verlobte von Manuel; Ex-Freundin von Lars; zieht mit ihrem Vater und Manuel nach München |
| Daniel Conrad     | Lukas „Lucky“ Pohlenz                       | 507–529 542–584 | 2008 2009 | Sohn von Astrid Pohlenz, Neffe und Patensohn von Dr. Rudolf Bräuning, Cousin von Elisabeth Bräuning; Mitbewohner von Mounir; Freund von Paulina; Vater von Heinz Sirius; zieht mit Paulina nach Borkum, als ihr gemeinsamer Sohn an Asthma erkrankt Gastauftritte: Folgen 600 (2010), 688 (Silvester-Special 2011)                                                                                            |

### Elfte Schülergeneration
| Schauspieler     | Rollenname                          | Folgen          | Jahre               | Bemerkungen |
| ---------------- | ----------------------------------- | --------------- | ------------------- | --- |
| Jacob Gunkel     | Phillip Gubisch                     | 573–740         | 2009–2012           | Sohn von Roland Gubisch, Bruder von Lisa, Halbbruder von Berti; Mitbewohner von Mounir, dann Bruno und Hannes, später nur Bruno, zuletzt Bruno und Elias; Schulsprecher (Folge 646–687, 699–740); Ex-Chefredakteur beim Schloss-Einstein-Radio und des „Einstein X-Press“; Verlobter von Mary; Ex-Freund von Kim und Coco; wechselt auf eine Schule in Kalifornien, um sich auf sein Medizinstudium vorzubereiten spielt in den Folgen 875 und 885 (2017) eine Gastrolle als Zellengenosse von Remo Vage (Stefan Klein) |
| Pascal Kleßen    | Bertram „Berti“ Fußmann             | 575–652         | 2009–2011           | Sohn von Liane Fußmann und Roland Gubisch, Halbbruder von Phillip und Lisa; Externer; Freund von Kim; Ex-Freund von Feli; zieht zu Kim nach Berlin spielte zuvor bereits in den Folgen 481–494 (2008) den Schüler Jakob |
| Miriam Katzer    | Ronja Varga                         | 582–740         | 2009–2012           | Tochter von Edith und Alwin Varga; Mitbewohnerin von Julia, dann Tatjana, später Vivien, hierauf Annika, zuletzt Feli; Ex-Freundin von Justus; absolviert gemeinsam mit Bruno, Feli und Tamas ein Austauschjahr in Bulgarien |
| Julia Turkali    | Tatjana Jonas, adopt., geb. Steiner | 584–636         | 2009–2010           | leibliche Tochter von Dr. Franka Steiner, wurde nach ihrer Geburt zur Adoption freigegeben; Mitbewohnerin von Ronja, dann Feli; geht gemeinsam mit ihrer leiblichen Mutter nach Kenia |
| Anica Röhlinger  | Sophie Mai                          | 584–631 658–715 | 2009–2010 2011–2012 | Tochter von Claudia Mai, Halbschwester von Jasper, Stieftochter von Thorsten Zech, damit „Stiefenkelin“ von Margarete und Dr. Heiner Zech, bei denen sie wohnt und „Stiefcousine“ von Hermann; zieht zu ihrer Mutter nach Nürnberg in der Realität Schwester von Jana Röhlinger (Mia Bussmann) |
| Robert Reichert  | Justus Kluge                        | 586–792         | 2010–2013           | Sohn von Cornelia Kluge, Bruder von Emma und Tommy; Mitbewohner von Tommy, dann kurzzeitig Tommy und Hubertus, später wieder Tommy; Mitglied der Einstein-Band; Ex-Freund von Ronja; geht für einen Ausbildungsplatz zum Grafik-Designer nach Berlin |
| Lucas Leppert    | Thomas „Tommy“ Kluge                | 586–822         | 2010–2015           | Sohn von Cornelia Kluge, Bruder von Emma und Justus; Mitbewohner von Justus, dann kurzzeitig Justus und Hubertus, später wieder Justus, anschließend Nils; Mitglied der Einstein-Band; Freund von Constanze; Ex-Freund von Fritzi geht gemeinsam mit Nils zur Verbesserung seiner Englisch-Kenntnisse nach Brighton und anschließend mit Constanze nach Namibia Gastauftritte: Folgen 844 (2015), 868 (2016) |
| Viviane Witschel | Emma Kluge                          | 586–636         | 2010                | Tochter von Cornelia Kluge, Schwester von Justus und Tommy; Mitbewohnerin von Coco und Magda; Ex-Freundin von Mounir; absolviert ein Austauschjahr in Indien |
| Paul Ziegner     | Nino Rieckerts                      | 586–688         | 2010–2011           | Sohn von Robert Rieckerts, Bruder von Marco, „Stiefbruder“ von Vivien; Externer; litt anfangs an einem Sprachfehler; Redakteur des „Einstein X-Press“ und beim Schloss-Einstein-Radio; wird wegen Hackens der Schule verwiesen und beginnt eine Ausbildung |
| Mareike Ludwig   | Magda Gröber                        | 589–652         | 2010–2011           | Tochter von Heide Gröber; Mitbewohnerin von Coco und Emma, dann Coco und Mary; nimmt an einem Fußball-Camp teil |
| Lisanne Frontzek | Kim Demme                           | 591–640         | 2010–2011           | wohnt bei Heinz Pasulke; leidet an HIV; Freundin von Berti; Ex-Freundin von Phillip; zieht nach Berlin und nimmt dort an einer speziellen HIV-Studie teil spielt in Folge 951 (2020) eine Gastrolle als Castingteilnehmerin in der Realität Schwester von Kathleen Frontzek (Carmen Dressler) |

### Zwölfte Schülergeneration
| Schauspieler       | Rollenname            | Folgen  | Jahre     | Bemerkungen |
| ------------------ | --------------------- | ------- | --------- | --- |
| Edzard Ehrle       | Tamas Nagy            | 636–740 | 2010–2012 | bester Freund und Mitbewohner von Sándor, für den er sich anfangs ausgegeben hat, um ihm eine Reise zu ermöglichen; absolviert gemeinsam mit Bruno, Feli und Ronja ein Austauschjahr in Bulgarien                                                              |
| Lennart König      | Sándor Laszlo         | 636–745 | 2010–2013 | Sohn von Miklasz Laszlo; bester Freund und Mitbewohner von Tamas; Freund von Jo; Ex-Freund von Bella; kehrt nach Budapest zurück, um in der in die Krise geratene Modefirma seines Vaters als Junior-Chef ausgebildet zu werden Gastauftritt: Folge 792 (2013) |
| Viktoria Krause    | Elisabeth „Liz“ Fuchs | 637–784 | 2011–2013 | Schwester von Mary; Mitbewohnerin von Feli, dann Annika, hierauf alleine, später von Daphne; Ex-Freundin von Adrian; tritt in Folge 786 nach ihrer bestandenen Aufnahmeprüfung einen Vorbereitungskurs für ein Space Camp in den USA an                        |
| Alexandra Schiller | Annika Schneeberger   | 637–712 | 2011–2012 | Mitbewohnerin von Ronja, dann Liz; Ex-Freundin von Elias; trat als Sängerin lange unter dem Pseudonym „Nika“ auf; verlässt Schloss Einstein zugunsten ihrer Gesangskarriere                                                                                    |
| Albert Wey         | Elias Leinhoff        | 637–740 | 2011–2012 | Sohn von Andrea Leinhoff; Mitbewohner von Bruno und Phillip; Ex-Freund von Annika; Ex-Chefredakteur des „Einstein X-Press“; zieht mit seiner Mutter nach Kapstadt, als deren Lebensgefährte dort ein lukratives Jobangebot erhält                              |
| Stefan Wiegand     | Tobias „Tobi“ Knecht  | 637–844 | 2011–2015 | Sohn von Franz Knecht, Enkel von Herbert Knecht; Externer (wohnt bei seinem Großvater, nach dessen Tod bei seinem Vater); Ex-Freund von Marike; beginnt eine Ausbildung zum Tierpfleger                                                                        |
| Sophie Imelmann    | Marianne „Mary“ Fuchs | 640–740 | 2011–2012 | Schwester von Liz; Mitbewohnerin von Coco und Magda, dann nur Coco, später Constanze und Pippi; Verlobte von Phillip; begleitet Phillip nach Kalifornien |
| Lena Schneidewind  | Clara Fischer         | 659–740 | 2011–2012 | Schwester von Alex, beste Freundin von Jo zieht mit ihren Eltern nach einem gemeinsamen Urlaub nach Spanien spielte bereits in Folge 643 (2011) eine Austauschschülerin aus Shawnee                                                                            |
| Lena Ladig         | Johanna „Jo“ Hoffmann | 668–792 | 2011–2013 | Tochter von Roswitha Hoffmann, Externe, Ex-Chefredakteurin des „Einstein X-Press“ und des „Einstein-Radios“, beste Freundin von Clara, Freundin von Sándor, Ex-Freundin von Bruno und Matteo. Sitzt im Rollstuhl. Zieht zu Sándor nach Ungarn                  |

### Dreizehnte Schülergeneration
| Schauspieler    | Rollenname                                  | Folgen  | Jahre     | Bemerkungen |
| --------------- | ------------------------------------------- | ------- | --------- | --- |
| Marie Borchardt | Pia „Pippi“ Pigalke                         | 689–871 | 2012–2017 | Mitbewohnerin von Mary und Constanze, dann Constanze und Roxy, anschließend Roxy und Kathi, dann nur Kathi; Schulsprecherin (Folge 849–870); Freundin (später Ehefrau) von David; Ex-Freundin von Hubertus; geht nach Berlin Gastauftritte: Folgen 975–980, 982–984, 986, 988, 996, 998, 1000 (alle 2021): Leiterin eines Start-ups; Leiterin des Moduls „Internet und Sicherheit“; Mitglied von „Einsteins Erben“ in Folge 975 ist sie nur von hinten sowie ihre Hände zu sehen                                          |
| Hugo Gießler    | Hubertus Müller-Kehlbach                    | 689–844 | 2012–2015 | Mitbewohner von Justus und Tommy, dann kurzzeitig alleine, hierauf Nils und Dominik, anschließend Dominik und David, später wieder alleine, zuletzt in einer WG mit Moritz, Ming, Alva, Lotta, Adrian und Henk; Schulsprecher (Folge 772–792, 800–806); Gründer der Schülerfirma; Veranstalter der ersten Einstein-Games; Ex-Freund von Pippi spielte bereits in Folge 656 (2011) einen Schüler in Bergers Physikprojekt                                                                                                  |
| Henrieke Fritz  | Constanze „Conny“ Prinzessin von Blumenberg | 690–836 | 2012–2015 | Tochter von Saskia und Jan von Blumenberg; Schwester von Dominik; Mitbewohnerin von Mary und Pippi, dann Pippi und Roxy, anschließend in der WG mit Ming; Ex-Chefredakteurin des „Einstein X-Press“ und des „Einstein-Radios“; geistige Urheberin der Schülerfirma; Freundin von Tommy; absolviert gemeinsam mit Jonny und Daphne ein Schülerpraktikum in Namibia, wo sie schließlich mit Tommy bleibt Gastauftritte: Folgen 844 (2015), 868 (2016), 976, 980, 986, 988, 996, 1000 (2021): Mitglied von „Einsteins Erben“ |
| Paul Hartmann   | Johannes „Jonny“ Enns                       | 691–836 | 2012–2015 | Kindervolksmusiksänger, bekannt unter dem Pseudonym „Hansi Enns“; wohnt zunächst alleine, dann zusammen mit Adrian; Schülerpate von Friedrich; absolviert gemeinsam mit Constanze und Daphne ein Schülerpraktikum in Namibia Gastauftritt: Folge 844 (2015) |

### Vierzehnte Schülergeneration
| Schauspieler        | Rollenname                          | Folgen          | Jahre     | Bemerkungen |
| ------------------- | ----------------------------------- | --------------- | --------- | --- |
| Marie Meinzenbach   | Isabella „Bella“ Rückert            | 712–716 731–792 | 2012–2013 | Tochter von Leo Rückert; Schulsprecherin des inzwischen geschlossenen Anger-Gymnasiums; Externe; Ex-Freundin von Sándor; machte zwischenzeitlich einen dreimonatigen Schüleraustausch nach Kanada; zieht später mit ihren Eltern nach Berlin tragende Rolle erst ab Folge 742 |
| Ruth Schönherr      | Li-Ming „Ming“ Schumann             | 736–844         | 2012–2015 | Tochter von Dr. Daniela Schumann; zunächst Externe, dann WG-Mitbewohnerin ihrer Mutter, von Alex und Constanze (im Internatsgebäude), dann kurzzeitig nur ihrer Mutter, anschließend Moritz, Hubertus, Alva, Lotta, Adrian und Henk; Ex-Chefredakteurin des „Einstein X-Press“ und des „Einstein-Radios“; stellvertretende Schulsprecherin (Folge 824–836); Ex-Freundin von Nils |
| Jacob Körner        | Nils Kupferschmid                   | 737–822         | 2012–2015 | Sohn von Karin Kupferschmid; Mitbewohner von Hubertus und Dominik, dann Tommy; Junior-Trainer in der Box-AG; Ex-Freund von Ming; gehörte vor seinem Schulwechsel der Neonazi-Vereinigung „Baborg“ an; geht gemeinsam mit Tommy zur Verbesserung seiner Englisch-Kenntnisse nach Brighton Gastauftritt: Folge 844 (2015) |
| Jelena Herrmann     | Miriam Kreil                        | 739–844         | 2012–2015 | Tochter von Georg Kreil und Marie-Ann Eickner; zweieiige Zwillingsschwester von Serena; Mitbewohnerin von Serena, dann Hedda; Schülerpatin von Hedda |
| Lukas Lange         | Adrian Leupold                      | 741–844         | 2013–2015 | Mitbewohner von Jonny, dann alleine, hierauf in einer WG mit Moritz, Ming, Hubertus, Alva, Lotta und Henk; Schülerpate von Henk; Schulsprecher (Folge 837–844); Ex-Freund von Liz |
| Svea Engel          | Serena Eickner                      | 741–822         | 2013–2015 | Tochter von Marie-Ann Eickner und Georg Kreil; zweieiige Zwillingsschwester und Mitbewohnerin von Miriam; Schulsprecherin (Folge 806–817); Leiterin der Schülerfirma; bleibt nach der Präsentation der Schülerfirma bei einem Wettbewerb in London |
| Oskar Kraska McKone | Raphael „Raphi“ Nägli               | 741–843         | 2013–2015 | bleibt bei seinen Eltern auf Hawaii, nachdem seine Mutter ein Baby bekommen hat Gastauftritte: Folgen 981, 983, 986, 996 (2021): Mitglied von „Einsteins Erben“ |
| Yannick Rau         | Dominik „Domi“ Prinz von Blumenberg | 741–896         | 2013–2017 | Sohn von Saskia und Jan von Blumenberg; Bruder von Constanze; Mitbewohner von Nils und Hubertus, dann Hubertus und David, anschließend David und Orkan, dann Jannis und Finn, dann von Jannis und Henri; Schülerpate von Jannis; Freund von Mila; Gründer und Mitglied des „Geheimen Zirkels“ (steigt in Folge 893 aus); geht mit Mila auf ein Mathe-Internat nach Bonn Gastauftritte: Folgen 897, 899 (2018), 986, 996 (2021): Mitglied von „Einsteins Erben“ als Dr. Dominik von Blumenberg In der Realität Bruder von Cealan Rau (Lars) |
| Johna Fontaine      | Daphne Leandros                     | 742–870         | 2013–2016 | Schwester von Evangelos, Chris und Theo; Mitbewohnerin von Liz, dann alleine, anschließend von Mila; Schülerpatin und Freundin von Clemens; Ex-Freundin von Orkan; Junior-Trainerin in der Box-AG; geht nach Bremen Gastauftritte: Folgen 876–877 (2017) |
| Helene Mardicke     | Roxanne „Roxy“ Wildenhahn           | 742–844         | 2013–2015 | Tochter von Lara Zöllner; Mitbewohnerin von Constanze und Pippi, dann Pippi und Kathi; Schülerpatin von Alva; Ex-Freundin von Carlos; wuchs im Heim auf Gastauftritt: Folge 868 (2016) |

### Fünfzehnte Schülergeneration
| Schauspieler    | Rollenname                | Folgen  | Jahre     | Bemerkungen |
| --------------- | ------------------------- | ------- | --------- | --- |
| David Meier     | David Groth               | 792–870 | 2013–2016 | Mitbewohner von Hubertus und Dominik, dann Dominik und Orkan; Schülerpate von Kathi und Lennard; Freund (später Ehemann) von Pippi; geht nach Berlin Gastauftritt: Folge 992 (2021): Mitglied von „Einsteins Erben“                  |
| Annalisa Weyel  | Alva Rehbein              | 819–888 | 2015–2017 | WG-Mitbewohnerin von Moritz, Ming, Hubertus, Lotta, Adrian und Henk; Patenkind von Roxy; wandert mit ihrer Großmutter nach Neuseeland aus                                                                                            |
| Kaja Eckert     | Kathi Semmler             | 819–896 | 2015–2017 | Schwester von Arne; Mitbewohnerin von Pippi und Roxy, dann nur Pippi; Patenkind von David; Schülerpatin von Jule; stellvertretende Schulsprecherin (Folge 849–870), Schulsprecherin (Folge 871–895); Mitglied des „Geheimen Zirkels“ |
| Lisa Nestler    | Karlotta „Lotta“ Schmied  | 819–870 | 2015–2016 | Cousine von Olivia; WG-Mitbewohnerin von Moritz, Ming, Hubertus, Alva, Adrian und Henk; zieht mit ihren Eltern nach Südfrankreich |
| Noah Alibayli   | Henk Ochs                 | 819–866 | 2015–2016 | WG-Mitbewohner von Moritz, Ming, Hubertus, Alva, Lotta und Adrian; Patenkind von Adrian; Schülerpate von Finn; wird aufgrund unerklärlicher Vorkommnisse im Internat von der Schule genommen                                         |
| Juliette Hartig | Hedwig „Hedda“ Eisenbarth | 819–843 | 2015      | Mitbewohnerin und Patenkind von Miriam |
| Flavius Budean  | Orkan Török               | 820–896 | 2015–2017 | Sohn von Tugbar Török; Mitbewohner von Dominik und David, dann von Lennard; Freund von Jule; Patenkind und Ex-Freund von Daphne; Schülerpate von Martha ab Folge 897 kein Schüler mehr. Siehe Erwachsenendarsteller                  |
| Paul Uhlemann   | Friedrich Paul            | 824–870 | 2015–2016 | Patenkind von Jonny; spielt als Nachwuchstalent beim Fußball-Jugendbundesligaclub „Attacke Erfurt“ |

### Sechzehnte Schülergeneration
| Schauspieler       | Rollenname             | Folgen  | Jahre     | Bemerkungen |
| ------------------ | ---------------------- | ------- | --------- | --- |
| Tiesan-Yesim Atas  | Lejla Rahimi           | 842–870 | 2015–2016 | verwaistes Flüchtlingskind aus Afghanistan |
| Timon Würriehausen | Finn Hebestreit        | 845–870 | 2016      | Mitbewohner von Dominik und Jannis; Patenkind von Henk |
| Maja Hieke         | Jule Hohenstein        | 845–896 | 2016–2017 | kurzzeitige Mitbewohnerin von Mila, dann von Olivia; Patenkind von Kathi; Freundin von Orkan |
| Maximilian Braun   | Lennard Pracht         | 845–896 | 2016–2017 | Bruder von Martha; Patenkind von David; Schülerpate von Pawel; Mitbewohner von Orkan; Chefredakteur des „Einstein X-Press“ und des „Einstein-Radios“ (Folge 874–896); Freund von Olivia; geht auf eine Journalistenschule nach München Gastauftritte: Folgen 897, 899, 909, 914, 921–922 (2018) (in Folge 899 nur Stimmenauftritt)                                                            |
| Luna Kuse          | Martha Pracht          | 845–974 | 2016–2020 | Schwester von Lennard; Patenkind von Orkan; Mitbewohnerin von Sarah, dann von Nele und Sarah, anschließend von Olivia und Carolin, dann nur Carolin, danach alleine; Ex-Freundin von Kasimir; Freundin von Till; absolviert ein Freiwilliges Ökologisches Jahr in der Seehundstation am Koog an der Nordsee Gastauftritte: Folge 993, 999 (2021): Mitglied von „Einsteins Erben“              |
| Ada Lüer           | Mila Burmeister        | 845–896 | 2016–2017 | leidet am Asperger-Syndrom; Mitbewohnerin von Daphne, dann kurzzeitig von Jule, danach alleine; Freundin von Dominik; geht mit Dominik auf ein Mathe-Internat nach Bonn |
| Julian Buchmann    | Benjamin „Ben“ Pfennig | 845–870 | 2016      | |
| Maximilian Scharr  | Jannis Röber           | 846–922 | 2016–2018 | Sohn von Herrn Röber; Mitbewohner von Dominik und Finn, dann von Dominik und Henri; Patenkind von Dominik; stellvertretender Schulsprecher (Folge 871–895); Gründer und Mitglied des „Geheimen Zirkels“, Spieler im Basketballteam „Einstein-Tayfuns“ |
| Holly Geddert      | Olivia Ahlers          | 848–935 | 2016–2019 | Cousine von Lotta; kurzzeitige Mitbewohnerin von Pippi, dann Mitbewohnerin von Jule, anschließend von Luisa, danach von Martha und Carolin; Mitarbeiterin beim „Einstein X-Press“ und „Einstein-Radio“ (Folge 875–896), dann Chefredakteurin (Folge 897–926); Freundin von Lennard; geht auf eine Journalistenschule in London Gastauftritt: Folge 991 (2021): Mitglied von „Einsteins Erben“ |

### Siebzehnte Schülergeneration
| Schauspieler         | Rollenname          | Folgen   | Jahre     | Bemerkungen |
| -------------------- | ------------------- | -------- | --------- | --- |
| Elena Hesse          | Petra Klein         | 871–922  | 2017–2018 | Schwester von Stefan Klein (Remo Vage), Mitbewohnerin von Rike |
| Jakob Menkens        | Henri Weismann      | 871–922  | 2017–2018 | Mitbewohner von Dominik und Jannis, dann von Julius; Sohn eines Diplomaten; Mitglied des „Geheimen Zirkels“; Schulsprecher (Folgen 899–911, 912–922)                                                                             |
| Tom Linnemann        | Simon Flinth        | 871–922  | 2017–2018 | Cousin von Moritz, Spieler im Basketballteam „Einstein-Tayfuns“ |
| Hanna-Sophie Stötzel | Nele Krüger         | 871–948  | 2017–2019 | gute Freundin von Sarah; Mitbewohnerin von Sarah und Martha |
| Selma Kunze          | Sarah Genzmer       | 871–922  | 2017–2018 | gute Freundin von Nele; Mitbewohnerin von Martha, dann von Nele und Martha; geht nach Bamberg Gastauftritt: Folge 942 (2019) |
| Tessa Dökel          | Luisa Barthélemy    | 871–922  | 2017–2018 | Mitglied des „Geheimen Zirkels“; Mitarbeiterin beim „Einstein X-Press“ (Folgen 899–922); Betreiberin des Blogs „Luisationell“; Mitbewohnerin von Olivia                                                                          |
| Noel Okwanga         | Pawel Kronbügel     | 871–1026 | 2017–2022 | Patenkind von Lennard; Spieler im Basketballteam „Einstein-Tayfuns“; Teilnehmer am Modul „Internet und Sicherheit“ (bis zu dessen Auflösung in Folge 997); Mitbewohner von Hermann und Moritz; Ex-Freund von Sibel; macht Abitur |
| Thanh-Huyen Nguyen   | Le Thi „Dodo“ Duyen | 872–922  | 2017–2018 | Tochter von Frau Le; Externe |
| Sinan El Sayed       | Kasimir Pohl        | 876–948  | 2017–2019 | Mitglied des „Geheimen Zirkels“; Ex-Freund von Martha; beginnt ein Studium der Tiermedizin Gastauftritt: Folge 959 (2020) |

### Achtzehnte Schülergeneration
| Schauspieler       | Rollenname                 | Folgen   | Jahre     | Bemerkungen |
| ------------------ | -------------------------- | -------- | --------- | --- |
| Fynn Malou Meinert | Paul Sperling              | 897–922  | 2018      | Bruder von Leon; Mitarbeiter beim „Einstein X-Press“ (Folgen 904–921) |
| Ferenc Amberg      | Pit Hansen                 | 897–974  | 2018–2020 | Mitbewohner von Till, Nick und Timo, dann nur Till; erhält ein Stipendium in Kienhöhe |
| Madeleine Haas     | Frederike „Rike“ Reinhardt | 897–974  | 2018–2020 | Mitbewohnerin von Petra, dann Rosa und Flora; Chefredakteurin des „Einstein X-Press“ und des „Einstein-Radios“ (Folgen 926–974) |
| Carlotta Weide     | Cäcilia Amelie von Toll    | 897–1000 | 2018–2021 | Mitbewohnerin von Sibel, dann Sibel und Leni; stellvertretende Schulsprecherin (Folgen 899–922); Ersatzspielerin im Basketballteam „Einstein-Tayfuns“; Läuferin der Sprint-Staffel; Freundin von Leni; geht mit den Freytag-Schwestern und deren Familie nach Las Vegas                                                                       |
| Paul Ewald         | Julius Alexander Berk      | 897–922  | 2018      | Mitbewohner von Henri; ehemaliger Spieler im Basketballteam „Einstein-Tayfuns“ |
| Thorin Holland     | Hermann Zech               | 897–1026 | 2018–2022 | Enkel von Dr. Heiner und Margarete Zech, Cousin von Jasper, „Stiefcousin“ von Sophie; Mitbewohner von Pawel und Moritz, dann Bela und Gustav, anschließend Gustav und Sirius; macht ein Auslandsjahr in Seoul |
| Marc Elflein       | Moritz Overmann            | 898–1000 | 2018–2021 | Cousin von Simon; Spieler im Basketballteam „Einstein-Tayfuns“; Chefredakteur des „Einstein X-Press“ und des „Einstein-Radios“ (Folgen 926–985); Teilnehmer am Modul „Internet und Sicherheit“ (bis Folge 987); Schülersprecher (in Folge 1000); Mitbewohner von Hermann und Pawel, dann nur Pawel In Folge 897 (2018) nur im Teaser zu sehen |
| Helen Möller       | Aljona „Jona“ Chung        | 900–976  | 2018–2021 | Adoptivtochter von Martin und Jong Hi Chung; Externe (Folgen 900–932, 946–976); Mitbewohnerin des Internats (bei Hermann, Moritz und Pawel, danach bei Martha und Carolin) (Folgen 933–945); geht nach Seoul |
| Danil Aprelkov     | Leon Sperling              | 902–922  | 2018      | Bruder von Paul |
| Laura Eßer         | Zoe Lindenau               | 903–922  | 2018      | Tochter von Frau Lindenau |

### Neunzehnte Schülergeneration
| Schauspieler        | Rollenname           | Folgen   | Jahre     | Bemerkungen |
| ------------------- | -------------------- | -------- | --------- | --- |
| Karlotta Hasselbach | Rosa Panowski        | 923–1026 | 2019–2022 | Schülerin des Sportgymnasiums Erfurt bis zum Zusammenschluss mit dem Einstein; Tochter von Verena Panowski; Teilnehmerin am Modul „Internet und Sicherheit“ (von Folge 987 bis zu dessen Auflösung in Folge 997); Freundin von Bela; Mitbewohnerin von Rike und Flora, anschließend nur Flora, dann von Fabienne und Julia; wechselt auf eine Schule in Vilnius |
| Josie Hermer        | Sibel Peters         | 923–1026 | 2019–2022 | Schülerin des Sportgymnasiums Erfurt bis zum Zusammenschluss mit dem Einstein; Karate-Lernpatin von Joyce; Mitbewohnerin von Cäcilia, dann Cäcilia und Leni, anschließend Leni und Joyce, danach Joyce und Reena; Ex-Freundin von Pawel; macht Abitur |
| Luca Jung           | Timo Broscher        | 923–948  | 2019      | Schüler des Sportgymnasiums Erfurt bis zum Zusammenschluss mit dem Einstein; Mitglied der „TNT-Gang“; Mitbewohner von Till, Nick und Pit |
| Jonas Kaufmann      | Till Hainzinger      | 923–974  | 2019–2020 | Schüler des Sportgymnasiums Erfurt bis zum Zusammenschluss mit dem Einstein; Anführer der „TNT-Gang“; Mitbewohner von Timo, Nick und Pit, dann nur Pit; Freund von Martha; zieht mit Martha an die Nordsee |
| Michael Schweisser  | Nick Jacobs          | 923–948  | 2019      | Schüler des Sportgymnasiums Erfurt bis zum Zusammenschluss mit dem Einstein; Mitglied der „TNT-Gang“; Mitbewohner von Till, Timo und Pit |
| Fridolin Sommerfeld | Viktor Müller        | 923–1026 | 2019–2022 | Schüler des Sportgymnasiums Erfurt bis zum Zusammenschluss mit dem Einstein; Läufer der Sprint-Staffel; Mitbewohner von Anton und Badu; macht Abitur |
| Paloma Padrock      | Carolin „Caro“ Tietz | 923–960  | 2019–2020 | Schülerin des Sportgymnasiums Erfurt bis zum Zusammenschluss mit dem Einstein; Mitbewohnerin von Martha und Olivia, dann nur Martha, zwischendurch Martha und Jona; erhält eine Rolle in einem Tanzfilm und zieht nach Berlin Gastauftritt: Folge 974 (2020) |

### Zwanzigste Schülergeneration
| Schauspieler        | Rollenname    | Folgen   | Jahre     | Bemerkungen |
| ------------------- | ------------- | -------- | --------- | --- |
| Arnold Makuissie    | Badu Barry    | 949–1026 | 2020–2022 | Stiefbruder von Annika; Trainer und Läufer der Sprint-Staffel, später Trainer der Nachwuchs-Sprint-Staffel; Teilnehmer am Modul „Internet und Sicherheit“ (bis zu dessen Auflösung in Folge 997); Mitbewohner von Viktor und Anton; arbeitet in seiner Freizeit als Eisverkäufer; macht Abitur               |
| Carla Hüttermann    | Flora Freytag | 949–1000 | 2020–2021 | Schwester von Leni und Finja, Tochter von Frieda und Franz Freytag; lebte zuvor im „Freytag Zirkus“; Teilnehmerin am Modul „Internet und Sicherheit“ (bis Folge 996); Schülersprecherin (Folgen 987–1000); Mitbewohnerin von Rosa und Rike, dann nur Rosa; geht mit ihrer Familie und Cäcilia nach Las Vegas |
| Amelie Rafolt Gomes | Finja Freytag | 949–1000 | 2020–2021 | Schwester von Flora und Leni, Tochter von Frieda und Franz Freytag; lebte zuvor im „Freytag Zirkus“; hat eine Lese-Rechtschreib-Schwäche; geht mit ihrer Familie und Cäcilia nach Las Vegas |
| Linda Schablowski   | Leni Freytag  | 949–1000 | 2020–2021 | Schwester von Flora und Finja, Tochter von Frieda und Franz Freytag; lebte zuvor im „Freytag Zirkus“; Mitbewohnerin von Cäcilia und Sibel, dann Sibel und Joyce; Freundin von Cäcilia; geht mit ihrer Familie und Cäcilia nach Las Vegas                                                                     |
| Lasse Timmel        | Anton Busch   | 950–1000 | 2020–2021 | erster Stipendiat des „Berger-Stipendiums“ (bis zur Aufklärung seines Betruges); Chefredakteur des „Einstein X-Press“ und des „Einstein-Radios“ (Folgen 985–1000); Mitbewohner von Badu und Viktor; Sohn von Sascha Hauser und Sonja Busch                                                                   |

### Einundzwanzigste Schülergeneration
| Schauspieler          | Rollenname          | Folgen   | Jahre     | Bemerkungen |
| --------------------- | ------------------- | -------- | --------- | --- |
| Sophia Leonie Mauritz | Reena Kumari        | 970–1078 | 2020–2024 | zweite Stipendiatin des „Berger-Stipendiums“; Tochter eines indischen Botschafters; Teilnehmerin am Modul „Internet und Sicherheit“ (bis zu dessen Auflösung in Folge 997); Mitbewohnerin von Joyce und Sibel, dann von Ava und Chiara, anschließend von Ava und Elly; Freundin von Gustav; wechselt auf Gustavs Schule Gastauftritt: Folge 1098 (2025) |
| Malique Romeo Heidorn | Paul Lankwitz       | 975–1000 | 2021      | In der Realität Sohn von Frederic Heidorn (Sascha Hauser) und Stiefsohn von Melissa Khalaj (Lisa, Folge 949) |
| Philip Müller         | Bela Wiedemann      | 975–1000 | 2021      | DJ; Ersatzläufer der Sprint-Staffel; Teilnehmer am Modul „Internet und Sicherheit“ (bis zu dessen Auflösung in Folge 997); Freund von Rosa; Mitbewohner von Gustav und Hermann Gastauftritt: Folge 1026 (2022) |
| Tamino Schenke        | Gustav „Gustl“ Weiß | 975–1026 | 2021–2022 | Mitbewohner von Bela und Hermann, dann von Hermann und Sirius; Freund von Reena; geht auf eine Tanzschule Gastauftritte: Folgen 1028, 1036, 1039, 1040, 1042, 1043 (2023) |
| Matilda Willigalla    | Joyce Simon         | 975–1052 | 2021–2023 | Mitbewohnerin von Leni und Sibel, dann von Reena und Sibel; Karate-Lernpatenkind von Sibel, Tochter von Kim Simon; lebte, bevor sie ans Einstein kam, in wechselnden Pflegefamilien und Kinderheimen, geht auf eine Schule nach Japan spielte in „Schloss Einstein & Die Pfefferkörner – Auf Gangsterjagd“ mit                                          |
| Jamila Weintritt      | Chiara Dorn         | 981–1104 | 2021–2025 | Mitbewohnerin von Ava und Reena, dann Ruby und Thamina; gehört zur Redaktion des „Rocket Xpress“ |

### Zweiundzwanzigste Schülergeneration
| Schauspieler         | Rollenname            | Folgen    | Jahre     | Bemerkungen |
| -------------------- | --------------------- | --------- | --------- | --- |
| Johannes Degen       | Colin Thewes          | 1001–1056 | 2022–2024 | dritter Stipendiat des „Berger-Stipendiums“; Ex-Freund von Julia; Freund von Noah; Mitbewohner von Noah und Joel; Sohn von Corinna; folgt Julia nach Köln Gastauftritte: Folgen 1077–1078 (2024) Folgen 1062 und 1073 nur Stimmenauftritt |
| Jules de Groote      | Julia Sponer          | 1001–1052 | 2022–2023 | Ex-Freundin von Colin; Mitbewohnerin von Fabienne und Rosa, dann Fabienne und Massuda; zieht zu ihren Eltern nach Köln |
| Merle Sophie Eismann | Annika Barry          | 1001–1078 | 2022–2024 | Mitbewohnerin von Nesrin und Massuda; Stiefschwester von Badu; hat Alektorophobie (Angst vor Hühnern) sowie eine Vogelfederallergie; geht für ein Jahr mit Nesrin nach Norwegen |
| Clara Jaschob        | Io Pück               | 1001–1052 | 2022–2023 | aufgewachsen in verschiedenen Wohngruppen; Vollwaise; Ex-Freundin von Leon; geht nach England auf ein Internat Gastauftritte: Folgen 1063–1064 (2024) spielte in „Schloss Einstein & Die Pfefferkörner – Auf Gangsterjagd“ mit |
| Julie Marienfeld     | Nesrin Schulze        | 1001–1078 | 2022–2024 | Externe; keine Einsteinerin (bis Folge 1002); Freundin von Marlon; Mitbewohnerin von Annika und Massuda; Läuferin in der Sprint-Staffel (Folgen 1029–1078); geht mit Annika für ein Jahr nach Norwegen Gastauftritte: Folgen 1081, 1086, 1089, 1093, 1096 (2025) spielte in „Schloss Einstein & Die Pfefferkörner – Auf Gangsterjagd“ mit |
| Matti Schneider      | Marlon Beck           | 1001–1104 | 2022–2025 | Freund von Nesrin; Chefredakteur des „Rocket Xpress“ (Folge 1030–1052); Mitbewohner von Joshua und Malik spielte in „Schloss Einstein & Die Pfefferkörner – Auf Gangsterjagd“ mit |
| Paula Uhde           | Fabienne „Fabs“ Hoods | 1001–1052 | 2022–2023 | Sportstipendiatin; Mitbewohnerin von Julia und Rosa, dann Julia und Massuda; Läuferin in der Sprint-Staffel; wechselt die Schule Gastauftritte: Folgen 1068, 1070 (2024) |
| Niels Krommes        | Heinz Sirius Pasulke  | 1002–1052 | 2022–2023 | Sohn von Paulina Pasulke und Lucky Pohlenz, Enkel von Martina Pasulke und Astrid Pohlenz, Großneffe von Heinz Pasulke, Dr. Rudolf Bräuning und Ingrid Bräuning sowie von Petra Pasulke †, Tschuloga Pasulke und Christine, Neffe von Lukas, Lily, Mariechen und Jakob, Großcousin von Elisabeth Bräuning; Patensohn von Dr. Michael Berger; ehemaliger Mitbewohner von Hermann und Gustav; hat Asthma, gehört zur Redaktion des „Rocket Xpress“; kam in Folge 556 (2009) in einer Sternwarte zur Welt; geht zurück zu seinen Eltern in den Camper Die Rolle Heinz Sirius war in den Folgen 556–584 (2009), 600 (2010) und 688 (2011) als Baby sowie in Folge 688 auch als erwachsener Mann (dargestellt von Tobias Schlegl) in einer Zukunftsvision im Jahr 2050 zu sehen (siehe 10. Generation) spielte in „Schloss Einstein & Die Pfefferkörner – Auf Gangsterjagd“ mit |

### Dreiundzwanzigste Schülergeneration
| Schauspieler            | Rollenname          | Folgen    | Jahre     | Bemerkungen |
| ----------------------- | ------------------- | --------- | --------- | --- |
| Mia Stieber             | Ava Eilers          | 1027–     | 2023–     | Freundin von Elly; Mitbewohnerin von Reena und Chiara, dann Elly und Reena; Schwester von Patrick                                                               |
| Tisa Pharischad Khumyim | Massuda Phanit      | 1027–     | 2023–     | Mitbewohnerin von Fabienne und Julia, dann Nesrin und Annika, daraufhin Elly und Luna; Läuferin in der Sprint-Staffel; gehört zur Redaktion des „Rocket Xpress“ |
| Philip Rüger            | Noah Temel          | 1027–1078 | 2023–2024 | Mitbewohner von Colin und Joel, dann Joel und Maxi; hat einen Hund namens Freddy; Freund von Colin                                                              |
| Samuel Koch             | Joel Lucas          | 1027–1078 | 2023–2024 | Mitbewohner von Colin und Noah, dann Noah und Maxi |
| Jakob Engel             | Casper Friedrich    | 1027–1052 | 2023      | hat Arachnophobie; wechselt die Schule |
| Jona Kirchner           | Mikka Lund-Mayr     | 1027–1104 | 2023–2025 | Mitbewohner von Karl, spielte in der Schulband Rocket Science                                                                                                   |
| Dean-Ryan Kuhlig        | Leon „Lee“ Gajewsky | 1029–1104 | 2023–2025 | Bruder von Charlotte; kein Einsteiner (bis Folge 1052); Diabetiker; Mitbewohner von Sami und Simon; Ex-Freund von Io                                            |

### Vierundzwanzigste Schülergeneration
| Schauspieler       | Rollenname                   | Folgen    | Jahre     | Bemerkungen                                                                                        |
| ------------------ | ---------------------------- | --------- | --------- | -------------------------------------------------------------------------------------------------- |
| Janisa Glasow      | Tahmina „Tahmi“ Ziaar        | 1053–     | 2024–     | Mitbewohnerin von Chiara und Ruby; Nichte von Emilia Amani, spielt in der Schulband Rocket Science |
| Kiana Ben Attou    | Maximiliane „Maxi“ Zielenski | 1053–     | 2024–     | Tochter von Soraya; Enkeltochter von Udo Winkler; Mitbewohnerin von Joel und Noah                  |
| Nelly Borodina     | Eleonora „Elly“ Hockenbrink  | 1053–     | 2024–     | Freundin von Ava; Schwester von Joshua; Mitbewohnerin von Ava und Reena, dann Luna und Massuda     |
| Georg Trappe       | Joshua „Joshi“ Hockenbrink   | 1053–     | 2024–     | Bruder von Elly; Mitbewohner von Malik und Marlon                                                  |
| Lance Gernot Simon | Karl Walter                  | 1053–     | 2024–     | Mitbewohner von Mikka                                                                              |
| Marlon Heinrich    | Simon Reuter                 | 1053–1104 | 2024–2025 | Läufer in der Sprint-Staffel; Mitbewohner von Leon und Sami                                        |

### Fünfundzwanzigste Schülergeneration
| Schauspieler        | Rollenname      | Folgen | Jahre | Bemerkungen                                                                  |
| ------------------- | --------------- | ------ | ----- | ---------------------------------------------------------------------------- |
| Sonia Kantati       | Ruby Miller     | 1079–  | 2025– | Mitbewohnerin von Chiara und Tahmina, spielt in der Schulband Rocket Science |
| Marilou Weilandt    | Luna Fernandez  | 1079–  | 2025– | Freundin von Sami; Mitbewohnerin von Elly und Massuda                        |
| Joel Massy Kohandel | Sami Haddad     | 1079–  | 2025– | Freund von Luna; Mitbewohner von Leon und Simon                              |
| Lennox Dreer        | Hugo Lehmann    | 1079–  | 2025– |                                                                              |
| Jonathan Vöhringer  | Malik Behringer | 1079–  | 2025– | Mitbewohner von Joshua und Marlon                                            |
| Charlotte Elma Heß  | Frida Ellerswik | 1079–  | 2025– | Ist bei der Jugendfeuerwehr                                                  |

## Seelitz – Erwachsenendarsteller
Sortiert nach der Reihenfolge des Einstiegs.
| Schauspieler            | Rollenname            | Folgen  | Jahre     | Bemerkungen |
| ----------------------- | --------------------- | ------- | --------- | --- |
| Lehrkräfte:             |                       |         |           | |
| Wilfried Loll           | Dr. Emanuel Stollberg | 1–480   | 1998–2007 | Leiter des Internats; Lehrer für Biologie und Physik; verfasste seine Doktorarbeit über heimische Schlangen; im Schülerjargon „Guppy“ genannt; Ex-Mann von Lou Merten, Vater von Pascal |
| Rebekka Fleming         | Marianne Gallwitz     | 2–480   | 1998–2007 | Lehrerin für Mathematik und Chemie; Beauftragte für den Schulgarten; im Schülerjargon „Galli“ genannt; Ehefrau von Dr. Lutz Wolfert (ab Folge 480) |
| Ludwig Hollburg         | Dr. Lutz Wolfert      | 2–480   | 1998–2007 | Stellvertretender Leiter des Internats; Lehrer für Deutsch, Latein, Geschichte und Geografie; im Schülerjargon „Wölfchen“ genannt; Sohn von Johanna Wolfert; Ehemann von Marianne Gallwitz (ab Folge 480)                                                                                               |
| Jörg Zufall             | Sven Weber            | 3–76    | 1998–2000 | Bruder von Simone, Lehrer für Englisch, Musik und Sport; Lebensgefährte von Sabine Pätzold; folgt dieser nach Stuttgart, wo sie eine neue Stelle an einer Privatschule antritt |
| Karsten Blumenthal      | Hannes Fabian         | 65–404  | 1999–2006 | zunächst Referendar (Folge 65–68), später Lehrer für Mathematik, Physik und Chemie; heiratet in Folge 404 Roberta Rautenstrauch und folgt ihr in die USA |
| Svea Timander           | Ragna Delling         | 77–152  | 2000–2001 | Lehrerin für Kunst, Musik und Sport; zieht zu ihrem Lebensgefährten in die USA |
| Daniel Enzweiler        | Gregor Haller         | 143–480 | 2001–2007 | Lehrer für Deutsch, Englisch, Geografie und Sport; Ex-Verlobter von Sascha Hansen; Ex-Freund von Nadja Kunze in der Realität Ehemann von Maren Thurm (Barbara Bodenstein); spielte bereits in den Folgen 93–94 (2000) die Rolle Kommissar Rudolf                                                        |
| Maren Thurm             | Barbara Bodenstein    | 155–336 | 2001–2005 | Lehrerin für Kunst, Musik und Lebensgestaltung/Ethik/Religion (LER) (Folge 237–336); Ehefrau von Rainer Bodenstein, Mutter von Johannes und Kevin; zieht nach der Versöhnung mit ihrem Mann gemeinsam mit ihren Söhnen zu diesem nach Kiel in der Realität Ehefrau von Daniel Enzweiler (Gregor Haller) |
| Christiane Hagemann     | Sascha Hansen         | 163–232 | 2001–2003 | Referendarin für Kunst, Musik, Sport und Lebensgestaltung/Ethik/Religion (LER); Ex-Verlobte von Gregor Haller; beschließt nach einer Reise nach Australien in Sydney zu bleiben |
| Shirin Soraya           | Kleopatra Klawitter   | 337–480 | 2005–2007 | Lehrerin für Geografie, Kunst, Musik und Lebensgestaltung/Ethik/Religion (LER); im Schülerjargon „Klawi“ genannt; Pflegemutter von Anton Mahnke |
| Jan Hartmann            | Mark Lachmann         | 411–480 | 2006–2007 | Onkel von Leon; zunächst Referendar (Folge 411–440), dann Lehrer für Deutsch, Geschichte und Sozialkunde; Ex-Freund von Nina Waldgruber ab Folge 481 Lehrer am Albert-Einstein-Gymnasium in Erfurt. Siehe Erfurt – Erwachsenendarsteller                                                                |
| Grit Stephan            | Sandra Weintraub      | 425–480 | 2006–2007 | Lehrerin für Französisch und Musik |
| Robert Schupp           | Michael Berger        | 425–480 | 2006–2007 | Lehrer für Mathematik, Physik und Chemie; Lebensgefährte von Annabelle Berger, Vater von Leonie ab Folge 485 Lehrer am Albert-Einstein-Gymnasium in Erfurt. Siehe Erfurt – Erwachsenendarsteller |
| Erzieher:               |                       |         |           | |
| Dominique Chiout        | Sabine Pätzold        | 1–76    | 1998–2000 | erste Erzieherin; Lebensgefährtin von Sven Weber; erhält eine Stelle an einer Privatschule in Stuttgart |
| Judith Klein            | Nadja Kunze           | 80–428  | 2000–2006 | zweite Erzieherin; Ex-Freundin von Gregor Haller; geht nach Brasilien, um dort ein Entwicklungshilfe-Projekt zu unterstützen |
| Jessica Boehrs          | Nina Waldgruber       | 429–480 | 2006–2007 | dritte Erzieherin; Ex-Freundin von Mark Lachmann |
| weiteres Schulpersonal: |                       |         |           | |
| Gert Schaefer           | Heinz August Pasulke  | 1–480   | 1998–2007 | Hausmeister; Bruder von Martina Pasulke, Cousin von Tshuloga Pasulke und Christine, Onkel von Paulina, Lukas, Lily, Mariechen, Julia und Jakob ab Folge 481 Hausmeister am Albert-Einstein-Gymnasium in Erfurt. Siehe Erfurt – Erwachsenendarsteller                                                    |
| Simone Frost            | Sibylle Seiffert      | 31–471  | 1999–2007 | Schulkrankenschwester; Ex-Frau von Holger Windscheidt, Mutter von Vera |
| Wolfgang Klapper        | Herr Dr. Edel         | 100–391 | 2000–2006 | humorvoller und aufgeschlossener Schulrat; ging in Pension |
| Gerald Schaale          | Herr Göbel            | 439–460 | 2007      | Schulrat |

## Erfurt – Erwachsenendarsteller
Sortiert nach der Reihenfolge des Einstiegs.
| Schauspieler            | Rollenname                 | Folgen    | Jahre     | Bemerkungen |
| ----------------------- | -------------------------- | --------- | --------- | --- |
| Lehrkräfte:             |                            |           |           | |
| Ramona Kunze-Libnow     | Dr. Franka Steiner         | 481–636   | 2008–2010 | Schulleiterin (Folge 481–532); Lehrerin für Physik, Biologie und Ethik; leibliche Mutter von Tatjana Jonas, die sie nach der Geburt zur Adoption freigegeben hat; Ex-Lebensgefährtin von Arvid Farsad; nimmt an einem Austauschjahr in Kenia teil |
| Jan Hartmann            | Mark Lachmann              | 481–544   | 2008–2009 | Onkel von Leon; Lehrer für Deutsch, Geschichte und Sozialkunde; wird kurz vor Folge 552 an das Goethe-Institut in Nairobi versetzt vor Folge 481 Lehrer am Albert-Einstein-Gymnasium in Seelitz. Siehe Seelitz – Erwachsenendarsteller |
| Liz Baffoe              | Changa Miesbach            | 482–      | 2008–     | Lehrerin für Englisch, Kunst, Musik und Darstellendes Spiel |
| Olaf Burmeister         | Dr. Heinrich „Heiner“ Zech | 483–      | 2008–     | Stellvertretender Schulleiter; Lehrer für Latein, Geschichte und Geografie; Ehemann von Margarete Zech, Vater von Thorsten, „Stiefgroßvater“ von Sophie, Großvater von Jasper und Hermann |
| Maximilian Grill        | Lars Harnack               | 488–687   | 2008–2011 | Lehrer für Deutsch (bis Jgst. 8, in den Folgen 545–591 zudem aushilfsweise in Jgst. 9), Biologie, Sozialkunde, Geografie und Sport; geht nach Berlin |
| Anja Franke             | Katrin Burkert             | 592–687   | 2010–2011 | Lehrerin für Deutsch, Physik und Sport; verlässt Schloss Einstein nach Folge 687 Richtung Leipzig, allerdings im Off |
| Janina Elkin            | Anna-Carina Levin          | 637–1026  | 2011–2022 | Lehrerin für Biologie, Chemie und Sport; Vertrauenslehrerin (Folge 655–896, 967–1026); Lebensgefährtin von Klaus-Peter; Mutter von Leo Längere Pause in den Folgen 901–946 (2018–2019) auch in der Realität Mutter von Romy Liv Elkin (Leo Levin) |
| Lisa Feller             | Dr. Daniela Schumann       | 690–844   | 2012–2015 | Lehrerin für Deutsch, Informatik und Mandarin; Mutter von Li-Ming; Lebensgefährtin und Freundin von Alex Fischer |
| Georg Blumreiter        | Uwe Krassnick              | 694–831   | 2012–2015 | Lehrer für Sozialkunde, Geografie und Sport |
| Tobias Kasimirowicz     | Dr. Hans-Heinrich Mahrler  | 699–716   | 2012      | Vertrauenslehrer, Lehrer für Deutsch; „Spion“ vom Anger-Gymnasium; wird suspendiert |
| Laura Vietzen           | Christina Falk             | 845–922   | 2016–2018 | Lehrerin für Deutsch, Englisch und Geografie (anfangs Referendarin) |
| Ill-Young Kim           | Jong Hi Chung              | 900–      | 2018–     | Schulleiter (seit Folge 900); Lehrer für Mathematik, Physik und Sport; Adoptivvater von Jona |
| Meri Koivisto           | Ainikki Holopainen         | 908–      | 2018–     | Lehrerin für Biologie und Chemie; zunächst Schwangerschaftsvertretung für Anna-Carina Levin (Folge 908–946) |
| Gitta Schweighöfer      | Martina Stocker            | 923–992   | 2019–2021 | Direktorin des Sportgymnasiums Erfurt; seit dem Zusammenschluss mit dem Einstein Schulleiterin; Lehrerin für Deutsch und Sport Gastauftritt: Folge 1019 (2022) |
| Frederic Heidorn        | Sascha Hauser              | 924–      | 2019–     | Lehrer für Sport und Französisch am Sportgymnasium Erfurt bis zum Zusammenschluss mit dem Einstein; Sportkoordinator; Vater von Anton in der Realität Vater von Malique Heidorn (Paul Lankwitz) und Lebensgefährte von Melissa Khalaj (Lisa) |
| Tua El-Fawwal           | Emilia Amani               | 1028–     | 2023–     | Referendarin; Leiterin des Zukunftsmoduls; Tante von Tahmi |
| Erzieher:               |                            |           |           | |
| Mirja Mahir             | Elisabeth Bräuning         | 481–673   | 2008–2011 | Internatsleiterin und Erzieherin; Tochter von Ingrid und Dr. Rudolf Bräuning, Nichte von Astrid Pohlenz, Cousine von Lucky, Großcousine von Heinz Sirius; geht in den Mutterschutz |
| Björn von der Wellen    | Alexander „Alex“ Fischer   | 637–827   | 2011–2015 | Internatsleiter und Erzieher; Bruder von Clara; Lebensgefährte und Freund von Dr. Daniela Schumann; Ex-Freund von Liana Rottbach; geht nach Namibia, um als Entwicklungshelfer in einem Waisenhaus zu arbeiten |
| Angelika Böttiger       | Lieselotte Rottbach        | 674–896   | 2011–2017 | Internatsleiterin und Erzieherin (bis Folge 896); anfangs Schwangerschaftsvertretung für Elisabeth Bräuning; vorläufig gesetzlicher Vormund für Lejla; im Schülerjargon „Rotti“ oder „Rottweiler“ genannt; geht in Rente Gastauftritte: Folgen 897–904 (2018) |
| Tim Oldenburg           | Moritz Bauernschmitt       | 831–844   | 2015      | FSJ-ler als Erzieher; WG-Mitbewohner von Ming, Hubertus, Alva, Lotta, Adrian und Henk |
| Damian Thüne            | Stefan Klein               | 850–896   | 2016–2017 | Bruder und Sorgeberechtigter von Petra; FSJ-ler als Erzieher unter dem Pseudonym „Remo Vage“ (Folgen 850–869); saß wegen krimineller Machenschaften im Gefängnis (Folgen 870–893); seitdem im Schülerjargon „die Ratte“ genannt; verlässt Erfurt und geht nach Costa Rica |
| Elisa Ueberschär        | Wiebke Schiller            | 871–      | 2017–     | Hausmeisterin (Folgen 871–922, 949–); gelernte Tischlerin; Internatsleiterin und Erzieherin (seit Folge 897) |
| weiteres Personal:      |                            |           |           | |
| Stephanie Müller-Spirra | Laura Bach                 | 481–498   | 2008      | Lehramtspraktikantin für Deutsch, Englisch und Sozialkunde |
| Gert Schaefer           | Heinz August Pasulke       | 481–797   | 2008–2014 | Hausmeister; Bruder von Martina Pasulke, Cousin von Tshuloga Pasulke und Christine, Onkel von Paulina, Lukas, Lily, Mariechen, Julia und Jakob, Großonkel von Heinz Sirius vor Folge 481 Hausmeister am Albert-Einstein-Gymnasium in Seelitz. Siehe Seelitz – Erwachsenendarsteller |
| Peter Sodann            | Dr. Rudolf Bräuning        | 482–759   | 2008–2013 | Schulamtsleiter; Vorsitzender des Museumsvereins; Witwer von Ingrid Bräuning, Vater von Elisabeth Bräuning, Schwager von Astrid Pohlenz, Onkel und Patenonkel von Lucky, Großonkel von Heinz Sirius |
| Robert Schupp           | Dr. Michael Berger         | 485–      | 2008–     | Oberschulrat und Leiter des Schulverwaltungsamtes (seit Folge 900), davor Schulleiter (Folge 532–900); Lehrer für Mathematik (Folge 485–900), Physik (Folge 485–900), Chemie (485–900) und Ethik (Folge 532–900); Anführer von „Einsteins Erben“; Lebensgefährte von Annabelle Berger, Vater von Leonie; Patenonkel von Heinz Sirius Pasulke vor Folge 485 Lehrer am Albert-Einstein-Gymnasium in Seelitz. Siehe Seelitz – Erwachsenendarsteller |
| Petra Wolf              | Frau Hesselbach            | 490–492   | 2008      | erste Betreiberin der Cafeteria; wurde wegen des Verkaufs verfallener Lebensmittel gekündigt |
| Cornelia Kaupert        | Margarete Zech             | 500–817   | 2008–2014 | zweite Betreiberin der Cafeteria, später Hundetrainerin; Ehefrau von Dr. Heiner Zech, Mutter von Thorsten, „Stiefgroßmutter“ von Sophie; Oma von Jasper und Hermann; Schwiegermutter von Claudia; zieht sich einen Bänderriss am Knöchel zu, woraufhin die Cafeteria von der Schülerschaft übernommen wird Gastauftritte: Folgen 838–839 (2015)                                                                                                  |
| Anne Werner             | Nele Meinel                | 603–606   | 2010      | Referendarin für drei Wochen; Ex-Affäre von Manuel |
| Flavius Budean          | Orkan Török                | 899–948   | 2018–2019 | Ehemaliger Catering-Chef (Folgen 897–921) und Trainer des Basketballteams „Einstein-Tayfuns“ (Folgen 901–922), Hausmeister des Albert-Einstein-Gymnasiums und des Sportinternats (Folgen 927–948); ehemaliger Schüler (Folgen 820–896; siehe 15. Generation) In Folge 897 (2018) nur im Teaser zu sehen Gastauftritte: Folgen 989, 991, 1000 (2021): Mitglied von „Einsteins Erben“                                                              |
| Caroline Groß           | Charlotte Gajewsky         | 1028–1078 | 2023–2024 | Mitarbeiterin im Share Space; Schwester von Leon; holt ihr Abitur nach Gastauftritte: Folgen 1094–1095 (2025) |